# Al-Sadaqua Walsalam Stadium
Al-Sadaqua Walsalam Stadium – wielofunkcyjny stadion w stolicy Kuwejtu, mieście Kuwejt (w dzielnicy Adiliya). Może pomieścić 21 500 widzów. Swoje spotkania na stadionie rozgrywają piłkarze klubu Kazma SC.